# نورمان داي
نورمان داي (بالإنجليزية: Norman Day)‏ هو مهندس معماري أسترالي، ولد في 25 مارس 1947.